# Hemimorfit
Hemimorfit, je , komponenta kalamina. To je sorosilikatni mineral koji se tipično iskopava sa gornih slojeva rude cinka i olova, uglavnom zajedno sa smitsonitom, . Oni se smatraju istim mineralom i oba su klasifikovana pod istim imenom kalamin. U drugoj polovini 18. veka je otkriveno da su ta dva različita minerala prisutna u kalaminu. Oni blisko podsećaju jedan na drugi.